# Calabanga
Calabanga è una municipalità di Seconda classe delle Filippine, situata nella Provincia di Camarines Sur, nella Regione del Bicol.
Calabanga è formata da 48 barangay:
- Balatasan
- Balombon
- Balongay
- Belen
- Bigaas
- Binanuaanan Grande
- Binanuaanan Pequeño
- Binaliw
- Bonot-Santa Rosa
- Burabod
- Cabanbanan
- Cagsao
- Camuning
- Comaguingking
- Del Carmen (Pob.)
- Dominorog
- Fabrica
- Harobay
- La Purisima
- Lugsad
- Manguiring
- Pagatpat (San Jose)
- Paolbo
- Pinada

- Punta Tarawal
- Quinale
- Sabang
- Salvacion-Baybay
- San Antonio Poblacion
- San Antonio Quipayo
- San Bernardino
- San Francisco (Pob.)
- San Isidro
- San Lucas
- San Miguel (Pob.)
- San Pablo (Pob.)
- San Roque
- San Vicente (Pob.)
- Santa Cruz Poblacion
- Santa Cruz Ratay
- Santa Isabel (Pob.)
- Santa Salud (Pob.)
- Santo Domingo
- Santo Niño (Quipayo)
- Siba-o
- Sibobo
- Sogod
- Tomagodtod